# Enci

Enci na mapě uralských národů

Enci (rusky: Энцы; zastarale jenisejští Samojedi, vlastní označení onae eněčeo’, onaj enču’ – „skuteční lidé“) jsou malý samojedský, původně kočovný národ živící se hlavně lovem divokých sobů (podobně jako Nganasani) a chovem domestikovaných sobů (jako Něnci) obývající západní část Tajmyrského poloostrova kolem ústí Jeniseje.
Původní jazyk Enců, enečtina, se dělí na dva hlavní dialekty: severní tundrovou enečtinu (сомату, somatu) a jižní lesní enečtinu (бай, baj). Vzhledem ke značné odlišnosti je však jejich vzájemná srozumitelnost jen velmi omezená a tyto dvě velké skupiny Enců se nepovažují za jeden národ: lesní Enci považují tundrové za Nganasany, tundroví Enci lesní za Něnce.

## Název
Dříve byl národ známý pod jménem jenisejští Samojedi, odvozeným od řeky Jeniseje, kolem jejíhož toku žili. Tundroví Enci se také označovali сомату (somatu), маду (madu), туруханские (turuchanskije) nebo хантайские (chantajskije), lesní Enci бай (baj), пэ-бай (pe-baj) nebo баихинские (baichinskije), obě skupiny souhrnně pak мангазейские (mangazejskije) nebo карасинские (karasinskije).
Podle jedné z teorií je označení Samojedi, Samodijci odvozeno právě z eneckého somatu.

## Početnost a rozšíření
| Rok  | Počet                 |
| ---- | --------------------- |
| 1926 | 378                   |
| 1959 | 18 (?)                |
| 1962 | 300–400 (V. Vasiljev) |
| 1979 | asi 300               |
| 1989 | 209                   |
| 2004 | 237                   |

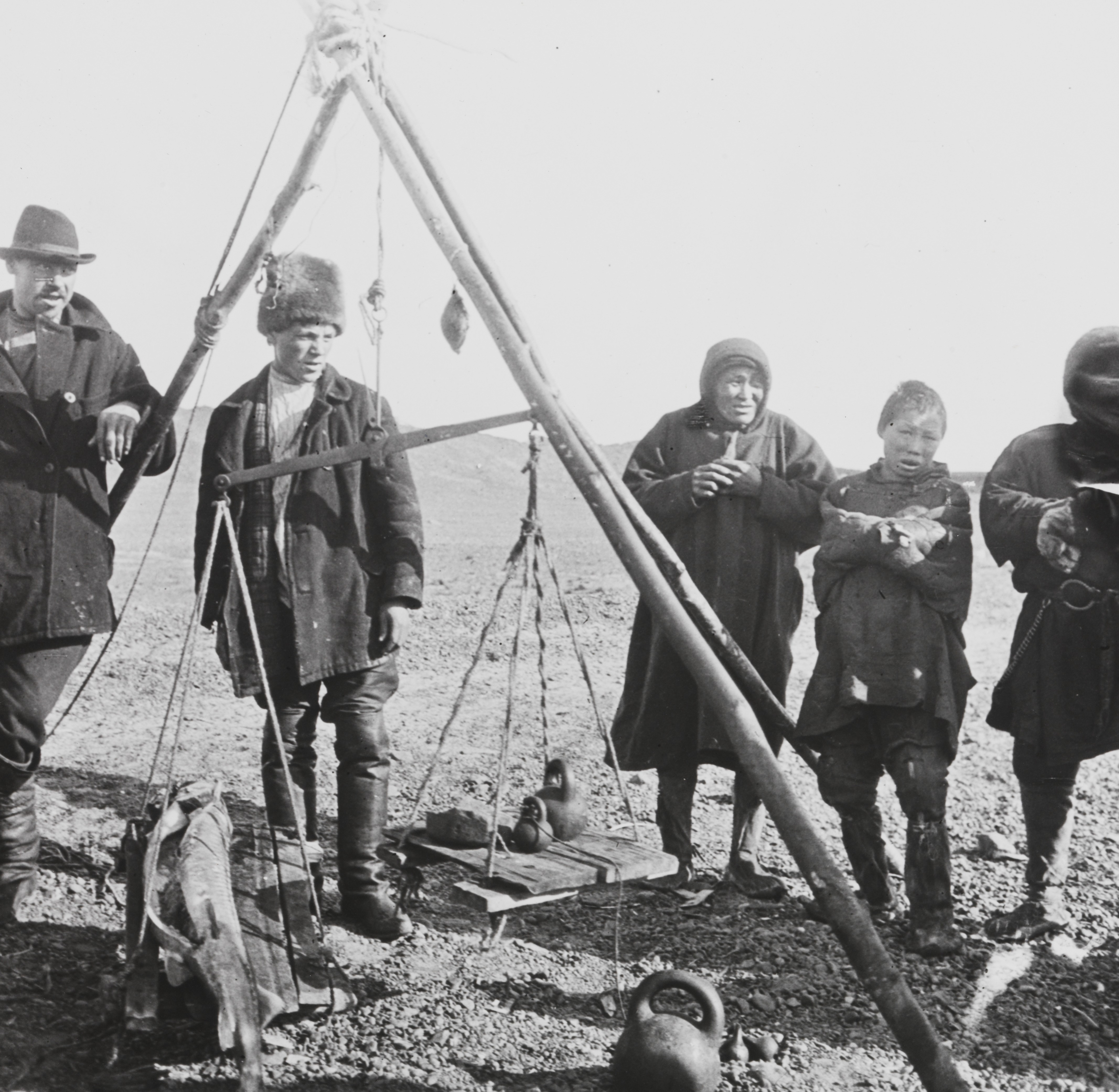
Enci (1913)

Enci jsou v současnosti nejmenším samojedským národem vůbec. O vývoji jejich početnosti od prvního sčítání v roce 1926 se dochovalo jen malé množství údajů, shrnutých v tabulce.
Sčítání v roce 1959 zaznamenalo jen 18 lidí enecké národnosti; část Enců tehdy byla sečtena jako Nganasani, další jako Něnci. Etnolog V. Vasiljev proto provedl vlastní průzkum, uzavřený výsledkem „více než 300“.
Při sčítání lidu v roce 2002 s k enecké národnosti přihlásilo 237 lidí, většina v Tajmyrském dolgansko-něneckém autonomním okruhu (197 lidí, z toho 66 uvedlo enčtinu jako mateřský jazyk).
Enci žijí a kočují v západní části Tajmyrského poloostrova v oblasti věčně zmrzlé půdy, tundry a hor: lesní Enci na východním břehu Jeniseje od Dudinky po Igarku (především v osadě Potapovo jižně od Dudinky nebo přímo v Dudince, někteří spolu s Nganasany v osadách Usť-Avam a Voločanka), tundroví Enci severně od Dudinky (většina v osadě Voroncovo v ústí Jeniseje).

## Jazyk
Enečtina, tradiční jazyk národa, patří do samojedské skupiny uralských jazyků. Je aglutinujícím jazykem, připojujícím ke kmeni sufixy, zatímco prefixy úplně chybí. Podstatná jména mají tři čísla, sedm pádů a systém posesivního skloňování. Slovesa mají tři typy časování v závislosti na přítomnosti a určitosti předmětu. Základní slovosled je SOV (podmět-předmět-přísudek).